# Linnasaarentakut
Linnasaarentakut är en ö i Finland. Den ligger i sjön Päijänne och i kommunen Padasjoki i den ekonomiska regionen  Lahtis ekonomiska region  och landskapet Päijänne-Tavastland, i den södra delen av landet, 140 km norr om huvudstaden Helsingfors. Öns area är 4,3 hektar och dess största längd är 0,5 kilometer i öst-västlig riktning.